# Landesinstitut für Arbeitsschutz und Arbeitsgestaltung Nordrhein-Westfalen
Das Landesinstitut für Arbeitsschutz und Arbeitsgestaltung Nordrhein-Westfalen (LIA) ist eine Einrichtung des Landes Nordrhein-Westfalen. Das Landesinstitut ist dem Ministerium für Arbeit, Gesundheit und Soziales nachgeordnet. Es hat seinen Hauptsitz in Bochum auf dem Gesundheitscampus NRW, die Abteilung 2 „Strahlenschutz, Produktsicherheit und Berufskrankheiten-Verfahren“ sitzt in Düsseldorf. Seit dem 1. Mai 2022 trägt das ehemalige Landesinstitut für Arbeitsgestaltung den aktuellen Namen.

## Aufgaben
Das Landesinstitut für Arbeitsschutz und Arbeitsgestaltung Nordrhein-Westfalen (LIA) berät und unterstützt die Landesregierung und die Dienststellen des staatlichen Arbeitsschutzes des Landes Nordrhein-Westfalen in Fragen der Sicherheit, des Gesundheitsschutzes und der Gesundheitsförderung in der Arbeitswelt. Darüber hinaus nimmt das Institut sicherheitstechnische Aufgaben zum Schutz der Bevölkerung wahr.
Das Landesinstitut:
- unterstützt die Arbeitsschutzverwaltung bei der Planung und Auswertung landesweiter Schwerpunktaktionen und bei der Umsetzung der Gemeinsamen Deutschen Arbeitsschutzstrategie.
- entwickelt Konzepte für sicheres und gesundes Arbeiten und begutachtet und begleitet dazu Modellprojekte zur betrieblichen Gesundheitsförderung in den Betrieben.
- bietet mit dem Beratungsservice KomNet Betrieben sowie Beschäftigten Beratung und Unterstützung zu Arbeitsschutz, Arbeitsgestaltung und Gesundheitsförderung.
- unterstützt die Gesundheitsberichterstattung des Landes und stellt Daten, Berichte und Analysen durch das Observatorium der Gesundheitsrisiken zur Gesundheitssituation in der Arbeitswelt in Nordrhein-Westfalen zur Verfügung.
- ist die für den medizinischen Arbeitsschutz zuständige Stelle des Landes Nordrhein-Westfalen und wirkt bei der Feststellung von Berufskrankheiten mit.
- überwacht im Bereich der Strahlenschutzvorsorge als eine von fünf amtlichen Messstellen in Nordrhein-Westfalen beispielsweise die Umgebung von kerntechnischen Anlagen.
- überprüft als Geräteuntersuchungsstelle des Landes die Qualität und Sicherheit von Geräten und Produkten.

## Geschichte
Das Landesinstitut für Arbeitsschutz und Arbeitsgestaltung ist Rechtsnachfolger des Landesinstituts für Gesundheit und Arbeit des Landes Nordrhein-Westfalen NRW (LIGA.NRW) und wurde am 1. Januar 2012 errichtet. Ende Februar 2018 verlegte das Institut seinen Hauptsitz auf den Gesundheitscampus NRW in Bochum. Zum 1. Mai 2022 erfolgte die Umwandlung des „Landesinstitut für Arbeitsgestaltung (LIA)“ in das „Landesinstitut für Arbeitsschutz und Arbeitsgestaltung Nordrhein-Westfalen (LIA)“.